# Alibertia itayensis
Alibertia itayensis är en måreväxtart som beskrevs av Paul Carpenter Standley. Alibertia itayensis ingår i släktet Alibertia och familjen måreväxter. Inga underarter finns listade i Catalogue of Life.